# Klasztor Kykkos
Klasztor Kikos – stauropigialny prawosławny męski klasztor położony na górze o tej samej nazwie, w paśmie gór Trodos. Jego patronką jest Matka Boża. Obecnie (2011) przełożonym wspólnoty jest Nikifor (Kykkotis), noszący tytuł metropolity Kykkos i Tyllirii.
Klasztor powstał z fundacji Aleksego I Komnena pod koniec XI wieku.
Według tradycji pierwszym mnichem, który zamieszkał na górze Kikos, był pustelnik o imieniu Izajasz. Pewnego dnia w okolicach jego pustelni-jaskini polował Manuel Voutomites, bizantyjski zarządca Cypru. Zgubiwszy się w lesie, zapytał on zakonnika o drogę, a gdy Izajasz, niezajmujący się sprawami ziemskimi, nie odpowiedział mu na pytanie, obraził go, a następnie pobił. Po powrocie do swojej rezydencji Voutomites ciężko zapadł na zdrowiu. Wówczas zrozumiał, że został w ten sposób ukarany za zaatakowanie mnicha. Po modlitwie wyzdrowiał i postanowił osobiście prosić duchownego o przebaczenie. W momencie ich spotkania Izajasz, zgodnie z przekazanym mu wcześniej w czasie bożego objawienia poleceniem, poprosił go o przewiezienie na Cypr ikony Matki Bożej napisanej przez ewangelistę Łukasza. Wizerunek ten przechowywany był w pałacu cesarskim i został przekazany Izajaszowi przez cesarza Aleksego Komnena, gdy Matka Boża objawiła mu się we śnie, polecając mu skierować ikonę na Cypr.
Współcześnie klasztor pozostaje czynną wspólnotą, w części jego zabudowań istnieje ponadto muzeum gromadzące zabytki wczesnochrześcijańskiej oraz prawosławnej sztuki sakralnej (ikony, freski, rzeźby w drewnie), rękopisy i księgi oraz zabytki okresu starożytności.
Na wzgórzu nieopodal klasztoru znajduje się grób Makariosa III – zwierzchnika Cypryjskiego Kościoła Prawosławnego w latach 1950–1977 oraz prezydenta Republiki Cypru od 1960 do 1977.